# Експеримент (филм)
Експеримент (енгл. The Experiment) је амерички драмски трилер из 2010. године у режији Пола Шеринга, а глумили су Ејдријен Броди, Форест Витакер и Кам Жиганде о експерименту који подсећа на Филип Зимбардов Станфордски затворски експеримент из 1971. године.
Филм је римејк немачког филма Дас Екперимент из 2001. године, који је режирао Оливер Хиршбигел.

## Радња
Травис упознаје своју нову девојку Кели током демонстрација мировних активиста. Ново заљубљени пар жели путовање у Индију. Међутим, како им недостаје новца, Травис се пријављује за експеримент у којем добровољци симулирају живот у затвору. У удаљеној згради, надзорник суђења Арчалета подељује 26 кандидата на затворенике и стражаре. Затвореници су упућени да једу три оброка на дан и да следе упутства стражара. Стражари, с друге стране, морају одржавати ред и на одговарајући начин санкционисати прекршаје. Ако истрају током две недеље, учесници би требало да добију награду у износу од по 14.000 долара.
Травис улази у ћелију са графичким романсијером Беђијем и Ником, који припада нацистичком Аријевском братству. Док су његове колеге све бруталније, Барис, који у стварном животу пати од своје доминантне мајке, одлучује се за психолошко понижење затвореника. Трависова глава је обријана ћелаво пре него што стражари уринирају на њој. Пошто директор суђења не интервенише, Барис се осећа потврђено.
Када Травис открије да Бенђи има дијабетес, убеди слабог чувара Боша да му донесе потребан Инсулин. Бош, који је претходно приморан да учествује само уз финансијску награду, ухваћен је од својих колега. Као казну, остали стражари су га претукли и затворили са затвореницима. Барис даје Бенђију лек, али опет понизује Трависа, који мора очистити тоалете својом кошуљом. За додатне провокације, стражари су Трависа умало утопили у тоалету.
На следећем јутарњем позиву, Травис тражи да се експеримент заврши скидањем мајице и директним обраћањем у надзорну камеру. Стражари су га тада претукли. Када Бенђи покуша да му помогне, уметника снажно погађа Барисова палица. Док се други затвореници везују да се не би поновила побуна, Травис је затворен у стару котлу. Кад открије светло из камере у себи, може се ослободити. Хвата чувара Чејза како сексуално силује затвореника и пушта после затворенике из ћелије. Након што су видели Бенђија који умире, затвореници почињу побуну. Барис покушава да смири ситуацију показујући на новчану награду, али не може да спречи жестоку борбу стражара и затвореника.
Одједном црвена лампица сигнализира крај експеримента. Група излази напољу по јаком сунцу и чека аутобус. Током повратка сви учесници су обучени у чисто. Барис погледа свој чек, а Травис одговара на Никово питање да ли су људи у еволуцији виши од мајмуна, истичући да би се људи могли променити. Вести извештавају да се Арчалета оптужује за убиство. Травис путује у Индију и тамо се среће са Кели. Његова девојка примећује повреде глежња.

## Улоге
| Глумац               | Улога              |
| -------------------- | ------------------ |
| Ејдријен Броди       | Травис Каксмакберг |
| Форест Витакер       | Мајкл Барис        |
| Кам Жиганде          | Чејс               |
| Клифтон Колинс млађи | Никс               |
| Фишер Стивенс        | др Арчалета        |
| Меги Грејс           | Беј                |
| Итан Кон             | Бенџи              |
| Травис Фимел         | Хелвег             |